# خیمه کمر
خیمه کمر (انگلیسی: Jaime Komer؛ زادهٔ september ۱, ۱۹۸۱ (۴۳ سال)) ورزشکار واترپلو اهل ایالات متحده آمریکا است.
وی در مسابقات کشوری و بین‌المللی در مجموع برندهٔ ۴ مدال طلا، ۲ مدال نقره شده‌است.